# Wildlife law (Südafrika)
Als Wildlife law (etwa ‚Recht der wildlebenden Tiere‘) wird ein Gebiet des Rechts in Südafrika bezeichnet, das sich mit dem Schutz wild lebender Tiere und der Bewahrung ihrer Lebensräume befasst.

## Rechtsgeschichte

### Niederländische Kapkolonie
Bereits am 14. April 1654, kurz nach der Ankunft Jan van Riebeecks in der Kapkolonie, erließ er die Order, zwei statt drei Mahlzeiten am Tag zu sich nehmen und nur einen halben Pinguin pro Person und Tag zu verzehren, um hierdurch die Erhaltung des Wildbestandes sicherzustellen. Da nach römisch-niederländischem Recht, wilde Tiere den Status einer res nullius besaßen, wurde 1657 ein Placaat erlassen, das die Jagd stark einschränkte und den neuen Straftatbestand der Wilderei schuf. 1658 wurde ferner der Handel mit Elfenbein nur der Kompanie gestattet. Schon 1661 lockerte man jedoch die strenge Regelung und ließ das Schießen und Fallenstellen auf Wild so weit zu, wie es der Hausbedarf erforderte und die Jagd nicht auf privatem Grund stattfand.
Zu einer umfassenderen Gesetzgebung kam es 1680 durch Gouverneur Simon van der Stel: Er ließ die Jagd nur noch in zwei Monaten des Jahres zu und nur unter nach Erteilung einer Lizenz. Zuwiderhandlung wurde mit Geldstrafen, Einziehen der Waffen und Körperstrafe geahndet. Die Sorge um den sich verringernden Wildbestand zog bald deutliche Verschärfungen der Strafen nach sich. Mangelnder Rechtsdurchsetzung wegen blieben die Wirkungen dieser Beschränkungen jedoch gering. Gleiches galt auch für den Elfenbeinhandel – 1753 wurde illegaler Handel mit Verbannung aus der Kolonie belegt.

### Britische Kapkolonie
Lord Charles Somerset erließ 1822 die ersten proclamations, „um die völlige Vernichtung des Wildbestandes in der Kolonie zu verhindern“ („to guard against the total destruction of game in this colony“). Im Wesentlichen bestanden die englischen Regelungen in einer Wiederholung der – wenig zielführenden – placaats der Kompanie. Im gleichen Jahr wurden das Nilpferd, der Buntbock und der Elefant zu royal game, welches nur mit Erlaubnis des Gouverneurs bejagt werden durfte. 1828 erging eine ordinance, die den Abschuss „schädlicher Tiere“ nicht länger mit einer Prämie belohnte. Mitte des 19. Jahrhunderts setzte ein Bewusstseinswandel ein: Nicht mehr nur rein ökonomische Bedürfnisse legitimierten gesetzgeberisches Tätigwerden, sondern auch ein erwachendes Verständnis für den Wert der biologischen Vielfalt der Kapkolonie. Ein wichtiger legislatorischer Schritt war deshalb der Act for the Better Perservation of Game 1886, der mit einigen Änderungen (1891, 1899, 1908) bis zum Erlass des Game Act 11 of 1909 in Kraft blieb. Die Gesetzesänderungen waren überraschenderweise besonders vom deutschen Recht beeinflusst, der über die Londoner Wildschutzkonvention vom 19. Mai 1900 zustande kam.

## Geltendes Recht
Bis zum Game Theft Act 105 of 1991 blieb der sachenrechtliche Status von Wild die res nullius. Art. 2 des Gesetzes von 1991 steht demgegenüber in direktem Kontrast zur klassischen Doktrin des Roman-Dutch Law: Das Eigentum an game (eine Legaldefinition findet sich in Art. 1 GTA 1991) bleibt unberührt, wenn dieses von einem Fahrzeug, einer Einzäunung oder einem Kraal entflieht.